# Montes Altai
Os Montes Altai são altas montanhas da Ásia Central, superando frequentemente os 4000 m de altitude. O ponto mais alto da cordilheira é o Belucka. As montanhas do Altai ocupam áreas da Rússia (Sibéria), República Popular da China, Mongólia e Cazaquistão. Nos Altai nascem os rios Irtysh, Obi e Ienissei. O final norte-ocidental da cordilheira fica à latitude de 52º N  entre as longitudes 84º e 90º E (onde se junta aos montes Sayan a leste), e se estende para sudeste desde esse ponto até aproximadamente 45° N, 99° L, onde gradualmente perde altitude e se funde no deserto de Gobi. 
O nome, do turco Alytau ou Altay, significa Montanhas de Ouro. A cordilheira é também conhecida como Ek-tagh. As «Montanhas Douradas de Altai» foram declaradas Património da Humanidade na categoria "Património Natural" pela UNESCO em 1998 por «representarem um centro importante e original de biodiversidade de flora de montanha e espécies animais da Ásia Setentrional, certo número delas raras e endémicas».

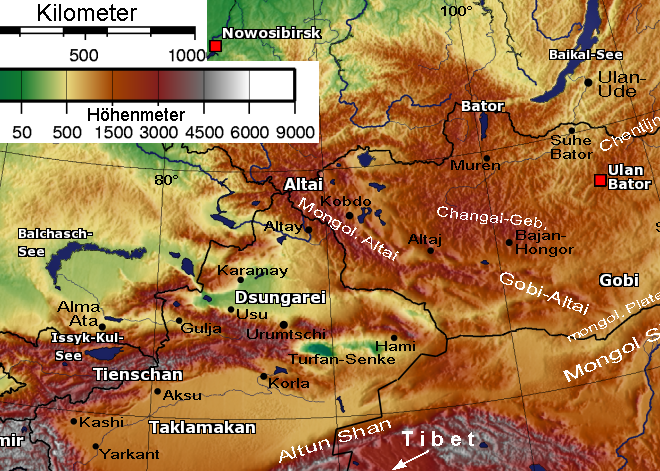
Mapa do Altai